# Sternenfels
Sternenfels är en kommun och ort i Enzkreis i regionen Nordschwarzwald i Regierungsbezirk Karlsruhe i förbundslandet Baden-Württemberg i Tyskland. Sternenfels, har cirka 2 800 invånare och i kommunen ligger de båda samhällena Sternenfels och Diefenbach. Sternenfels nämns första gången i ett dokument från år 1232.
Kommunen ingår i kommunalförbundet Maulbronn tillsammans med staden Maulbronn.

## Personer födda i Sternenfels
- Walter Stahlecker, tysk jurist och SS-officer